# Fraude eleitoral no Império do Brasil

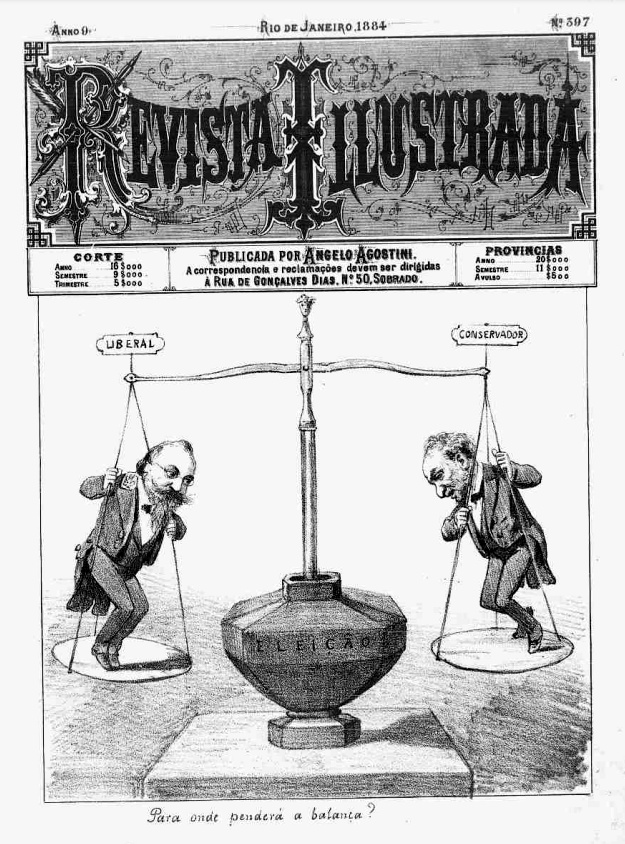
Liberais e conservadores disputam as urnas do Império (Revista Illustrada, nº 397, 1884).

A fraude eleitoral no Império do Brasil foi uma prática recorrente durante grande parte do século XIX, utilizada por liberais e conservadores nas disputas eleitorais do período, buscando subverter os resultados dos pleitos e manipular a vontade do eleitor.

## Origens
Embora ocorresse desde o período colonial, a nível municipal, e continuasse generalizada após a Independência do Brasil, a fraude eleitoral no Império passou a se estabelecer e ganhar características mais padronizadas a partir das chamadas "Eleições do Cacete", já no Segundo Reinado, em que os liberais apoiadores da maioridade de D. Pedro II se utilizaram de uma ampla gama de fraudes e de intensa violência para atingir a vitória eleitoral.

## Eleições
Segundo o político contemporâneo ao tema, Francisco Belisário Soares de Sousa:
Falar hoje da necessidade de reforma eleitoral entre nós, é repetir uma trivialidade, proclamar o que todos sabem, exprimir o que todos sentem. Não há no Brasil um só homem, por menos que reflita sobre as coisas públicas, que desconheça os defeitos gravíssimos do nosso sistema de eleições.
As eleições no Império do Brasil eram censitárias, indiretas e abertas, não havendo qualquer tipo de voto secreto até a década de 1880. Só eram considerados qualificados para votar os brasileiros natos do sexo masculino, maiores de 21 anos, livres, católicos e que possuíssem uma determinada renda.

As eleições ocorriam em dois turnos - ou "graus": no primeiro turno, os votantes escolhiam os eleitores; esses, por sua vez, formavam um colégio eleitoral, elegendo os candidatos à Câmara dos Deputados. A eleição para o Senado era menos suscetível às fraudes, uma vez que o cargo era vitalício e a escolha final do titular era prerrogativa do Imperador, a partir de uma lista tríplice previamente elaborada por um eleitorado ainda mais restrito. Vale ressaltar que a posição de "votante" e "eleitor" dependia da renda de cada cidadão qualificado para o pleito - após 1881, as eleições se tornaram diretas e, entre outras alterações, a alfabetização também se tornou um requisito, fazendo com que a porcentagem de eleitores caísse de 13% para cerca de apenas 1% da população.

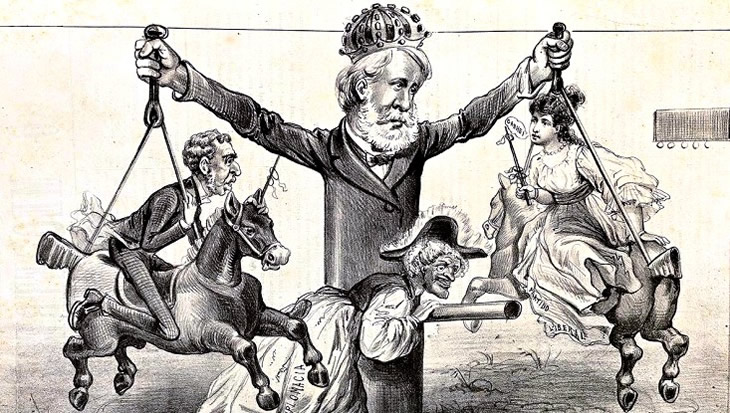
Charge de 1878 representando o "parlamentarismo às avessas".

O sistema político do Império também favorecia as fraudes eleitorais, desde a capital até os municípios. Conhecido como "parlamentarismo às avessas", o sistema político vigente invertida as normas do parlamentarismo clássico: não eram os eleitores que formavam os governos através da maioria partidária eleita, mas sim os governos, já estabelecidos pelo Poder Moderador, que formavam essas maiorias. Uma vez chamado ao poder pelo Imperador, cabia ao partido da ocasião organizar novas eleições, recorrendo às fraudes para garantir sua maioria parlamentar.
Esse sistema político peculiar não era exclusividade do Brasil, ocorrendo também em países como Portugal (rotativismo) e Espanha (turnismo), guardadas as devidas proporções e contextos específicos. Além disso, apesar dos vícios eleitorais e da pouca representatividade política, o Império do Brasil se destacou por realizar eleições de forma ininterrupta por quase 70 anos.

## Características

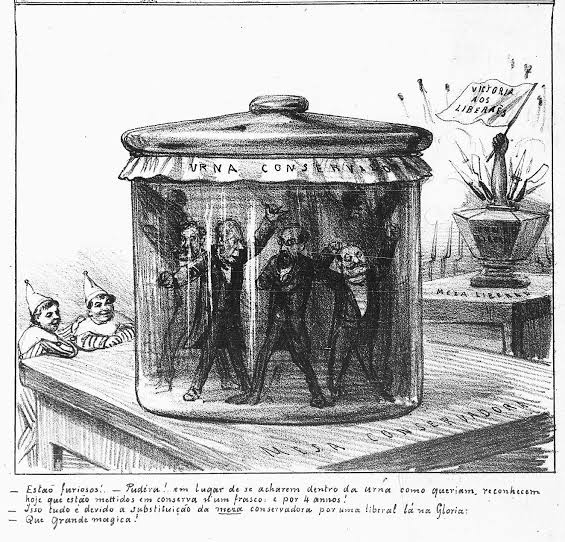
Charge a respeito da substituição de uma "urna conservadora" no Rio de Janeiro (Revista Illustrada, nº 125, 1878).

A fraude eleitoral no período imperial era caracterizada por uma série de ilegalidades que visavam subverter os resultados eleitorais e manipular o eleitor. Entre as principais formas de fraude eleitoral estavam:
- Fósforo: Indivíduo não qualificado como votante e que votava no lugar de um indivíduo qualificado que tivesse ido a óbito, mudado seu domicílio eleitoral ou sido impedido de votar por qualquer motivo que seja. Podia ser também o indivíduo qualificado que votava em mais de uma zona eleitoral. Eram chamados fósforos porque "riscavam em qualquer urna", termo pejorativo da época.[7]
- Bico de pena: Processo de alteração das atas eleitorais, em que os mesários preenchiam essas atas com os votantes/eleitores e os votos que fossem convenientes aos chefes locais. Embora fosse uma prática mais comum na Primeira República, ela remonta aos tempos do Império.[8]
- Urna grávida: Muitas vezes, as urnas chegavam aos locais de votação previamente preenchidas de cédulas eleitorais.[9]
- Substituição de urna: Era comum a substituição da urna durante o pleito, descartando os votos que não fossem convenientes aos chefes políticos locais.[10]
- Mesa feita: Prática em que os chefes locais ocupavam as Mesas Eleitorais com seus apoiadores, sendo a base para todas as outras formas de fraudes durante o pleito.[11]
- Cabalismo: Ato de incluir ou excluir eleitores de acordo com a conveniência dos chefes locais, assim como dar fim aos livros de qualificação durante a eleição.[12]
- Recrutamento: Era comum que um presidente de província, aliado ao governo central, lançasse mão do recrutamento militar obrigatório no período eleitoral, visando retirar de seu domicílio eleitoral o potencial eleitorado de um adversário.[13]
- Mandonismo: Característica mais indireta e estrutural da fraude eleitoral no Império, o mandonismo era caracterizado pela coerção do eleitorado por parte dos chefes políticos locais e seus capangas, utilizando-se de ameaças e violência para forçar o voto em um candidato específico, uma vez que o sufrágio era público e aberto. Também pode ser caracterizado por um forte clientelismo, incentivando a compra de votos e a troca de favores entre eleitores e candidatos.[14]

## Soluções

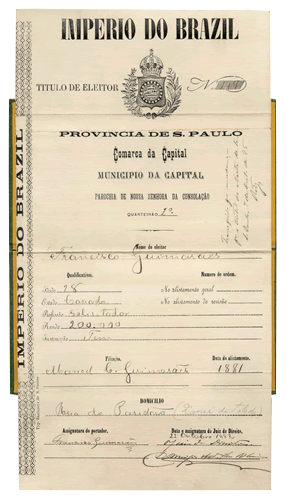
Título de Eleitor estabelecido pela Lei Saraiva em 1881.

Embora fosse uma prática generalizada entre todos os grupos políticos do Império, algumas soluções foram buscadas para combater a fraude eleitoral vigente. Logo após a Independência, estabeleceram-se as "Instruções de 1824", que declaravam o Juiz de Paz eleito localmente como o garantidor das eleições nacionais. Porém, uma vez que a eleição desse cargo era baseada em pressões políticas locais, a medida não surtiu efeito. Além disso, sendo um dispositivo constitucional, carecia de legislação ordinária para preencher suas lacunas.
O "Decreto de 1842", por sua vez, alterou a Mesa Eleitoral, tirando-lhe a função de qualificação do eleitor. Essa função foi transferida para uma comissão composta por um Juiz de Paz e o delegado de polícia local. Porém, como este último era nomeado pelo governo central, o gabinete no poder acabava por manipular a Mesa.
A medida seguinte, a "Lei de 1846", buscou atestar a independência e a representatividade da Mesa Eleitoral e das comissões de qualificação, dotando-as de fiscais de ambos os partidos. Contudo, a figura do Juiz de Paz eleito continuou sendo predominante, mantendo a influência dos chefes locais e do governo central. Novas tentativas nesse sentido foram feitas em 1855 e 1860 com a chamada "Lei dos Círculos", porém, sem melhores resultados.
Em 1875, foi aprovada a "Lei do Terço", que declarou o princípio de incompatibilidade, ou seja, a impossibilidade de que funcionários públicos pudessem se eleger na circunscrição eleitoral onde exercessem suas funções. Apesar de medida, funcionários amparados por chefes políticos poderosos burlaram essa determinação de forma constante.
Por fim, a "Lei Saraiva", de 1881, buscou coibir as fraudes através da instituição do Título de Eleitor, em uma tentativa de padronizar os eleitores qualificados, e do voto secreto e direto - o primeiro deveria livrar os eleitores da coerção, enquanto o segundo deveria eliminar os agentes das práticas fraudulentas, que acreditava-se encontrarem-se principalmente no primeiro turno das eleições, na figura dos votantes, em geral analfabetos e pouco abastados. Porém, a falta de recursos e de organização para se levar a cabo o voto secreto e a presença das fraudes também nos níveis superiores do pleito fizeram com que a medida não produzisse os resultados esperados.
A fraude eleitoral do Império foi herdada pela Primeira República e potencializada pela prática do coronelismo, da "degola" e de outros fenômenos políticos do período. O problema só seria solucionado através do Decreto nº 21.076 de 24 de fevereiro de 1932, que estabeleceu a Justiça Eleitoral, enquadrando as eleições na esfera federal, com um órgão nacional próprio e independente, o Tribunal Superior Eleitoral.